# Schyroke (Saporischschja)
Schyroke (ukrainisch Широке, russisch Широкое Schirokoje; vormals deutsch: Neuendorf) ist ein Dorf im Oblast Saporischschja. Das Dorf war eines der größten Dörfer der Kolonie Chortitza.

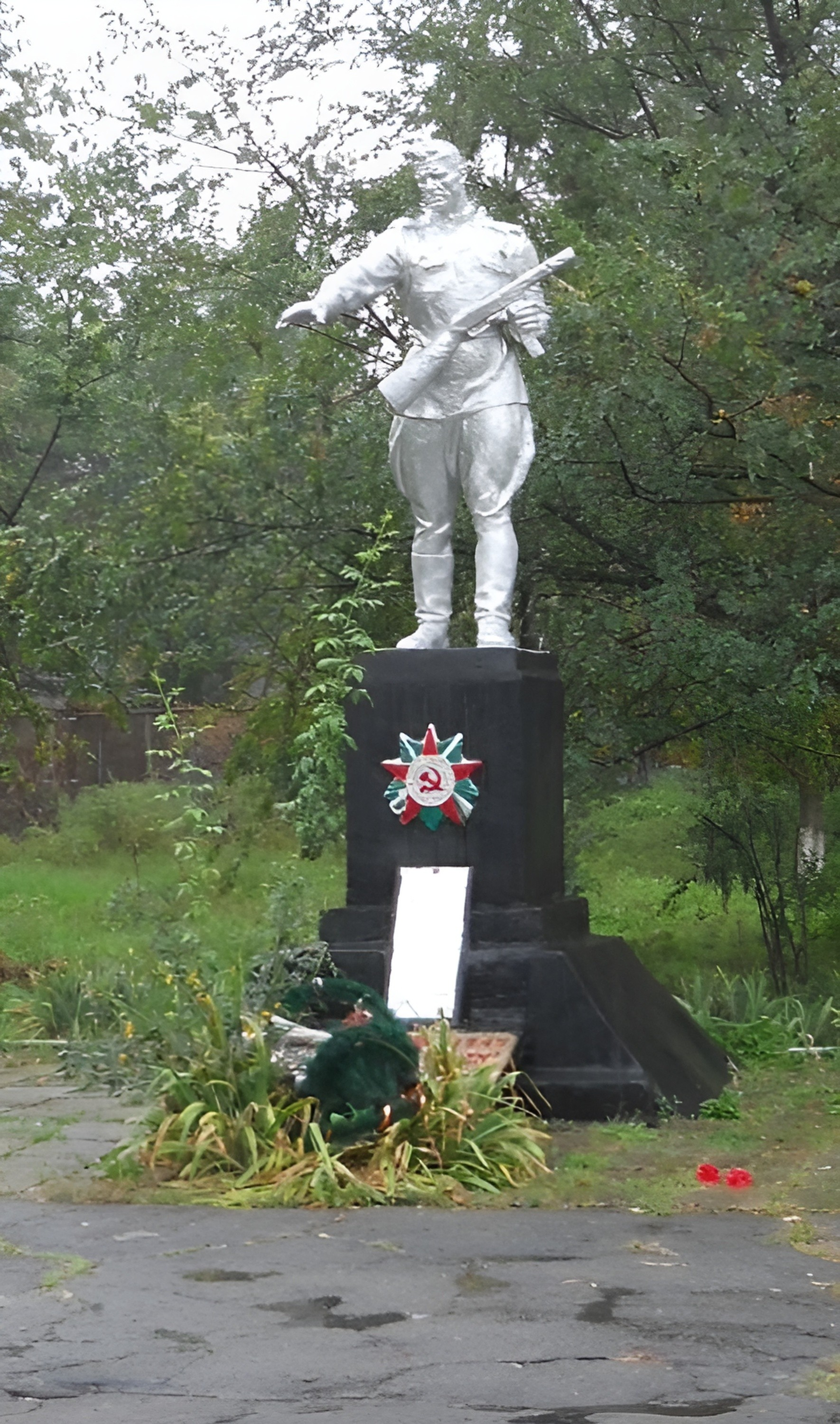
Denkmal im Ort

## Lage
Der Ort liegt etwa 20 km nordwestlich von Saporischschja. Nachbarorte sind im Süden Rutschajiwka (Ручаївка, vormals: Schönhorst), im Osten Wodjane (Водяне, vormals: Rosenbach), im Norden Wesselyj Jar (Веселий Яр).

## Geschichte

### Neuenburg
Der Ort Neuendorf wurde 1790 durch flämische Mennoniten gegründet. Der Ort wurde nach Neuendorf in Westpreußen (heute: Nowa Wieś Przywidzka) benannt, obwohl offenbar niemand der Siedler aus diesem Ort stammte. Der fruchtbare schwarze Boden brachte gute landwirtschaftliche Erträge. Der Kirchenbau von 1835 orientiert sich an der ersten hölzernen Kirche von Chortitza. 1873 wurde die Kirche in Stein nach dem Vorbild des Preußischen Bethauses aufgemauert. Diese Kirche wurde jedoch in den 1950er Jahren abgerissen. Im Jahr 1934 wurde eine Getreidemühle zu einer Mittelschule umgebaut. Infolge der nationalsozialistischen Aggression mussten die deutschsprachigen Dorfbewohner ihre Heimat in den 1940er Jahren verlassen.

### Kronstal
Das heute mit Schyroke zusammengewachsene Kronstal wurde 1890 von Familien aus Kronsweide und Rosental gegründet, woraus sich der Ortsname ergab. Für das Dorf war die Kirche in Neu-Osterwick zuständig. Um 1900 gab es hier einige Windmühlen. Die Dorfschule von Kronstal und mehrere Bauten der Mennoniten sind erhalten. 

## Bauwerke
Die ehemalige Dorfschule wird heute als Kindertagesstätte genutzt. Unter den weiteren Mennonitischen Bauten sind einige Wohnhäuser, wobei gewölbten Giebelfenster für die Kolonie Chortitza typisch waren. Auch ein Getreidespeicher und ein Langhaus sind erhalten.

## Verwaltungsgliederung
Am 13. Oktober 2016 wurde das Dorf zum Zentrum der neugegründeten Landgemeinde Schyroke (Широківська сільська громада/Schyrokiwska silska hromada). Zu dieser zählten auch die 24 in der untenstehenden Tabelle aufgelistetenen Dörfer sowie die Ansiedlungen Sonjatschne und Widradne, bis dahin bildete es zusammen mit dem Dorf Wodjane die gleichnamige Landratsgemeinde Schyroke (Широківська сільська рада/Schyrokiwska silska rada) im Westen des Rajons Saporischschja.
Am 12. Juni 2020 kamen noch die 8 Dörfer Dniprowi Chwyli, Dolyniwka, Fedoriwka, Jawornyzke, Kryliwske, Morosiwka, Mykolaj-Pole und Nowopetriwka zum Gemeindegebiet.
Folgende Orte sind neben dem Hauptort Schyroke Teil der Gemeinde:
| Name                     | Name            | Name                                      |
| ukrainisch transkribiert | ukrainisch      | russisch                                  |
| ------------------------ | --------------- | ----------------------------------------- |
| Awhustyniwka             | Августинівка    | Августиновка (Awgustinowka)               |
| Dniprelstan              | Дніпрельстан    | Днепрельстан (Dneprelstan)                |
| Dniprowi Chwyli          | Дніпрові Хвилі  | Днепровы Хвыли (Dneprowy Chwyli)          |
| Dolyniwka                | Долинівка       | Долиновка (Dolinowka)                     |
| Fedoriwka                | Федорівка       | Фёдоровка (Fjodorowka)                    |
| Hurskoho                 | Гурського       | Гурского (Gurskogo)                       |
| Iwanhorod                | Івангород       | Ивангород (Iwangorod)                     |
| Jawornyzke               | Яворницьке      | Яворницкое (Jawornizkoje)                 |
| Kryliwske                | Крилівське      | Крыловское (Krylowskoje)                  |
| Lemeschynske             | Лемешинське     | Лемешинское (Lemeschinskoje)              |
| Lukaschewe               | Лукашеве        | Лукашёво (Lukaschowo)                     |
| Malyschiwka              | Малишівка       | Малышевка (Malyschewka)                   |
| Mykolaj-Pole             | Миколай-Поле    | Николай-Поле (Nikolai-Pole)               |
| Morosiwka                | Морозівка       | Морозовка (Morosowka)                     |
| Nadija                   | Надія           | Надия                                     |
| Nowodniprowka            | Новодніпровка   | Новоднепровка (Nowodneprowka)             |
| Nowopetriwka             | Новопетрівка    | Новопетровка (Nowopetrowka)               |
| Nowoselyschtsche         | Новоселище      | Новоселище (Nowoselischtsche)             |
| Nowowosnessenka          | Нововознесенка  | Нововознесенка                            |
| Petropawliwka            | Петропавлівка   | Петропавловка (Petropawlowka)             |
| Petropil                 | Петропіль       | Петрополь (Petropol)                      |
| Prywilne                 | Привільне       | Привольное (Priwolnoje)                   |
| Prywitne                 | Привітне        | Приветное (Priwetnoje)                    |
| Prydniprowske            | Придніпровське  | Приднепровское (Pridneprowskoje)          |
| Rutschajiwka             | Ручаївка        | Ручаевка (Rutschajewka)                   |
| Selenopillja             | Зеленопілля     | Зеленополье (Selenopolje)                 |
| Sonjatschne              | Сонячне         | Звёздное (Swjosdnoje)/Зоряное (Sorjanoje) |
| Sorjane                  | Зоряне          | Солнечное (Solnetschnoje)                 |
| Switanok                 | Світанок        | Свитанок                                  |
| Tscherwonyj Jar          | Червоний Яр     | Червоный Яр (Tscherwony Jar)              |
| Wessele                  | Веселе          | Весёлое (Wessjoloje)                      |
| Widradne                 | Відрадне        | Отрадное (Otradnoje)                      |
| Wodjane                  | Водяне          | Водяное (Wodjanoje)                       |
| Wolodymyriwske           | Володимирівське | Владимировское (Wladimirowskoje)          |

## Verweise
- Mennonitische Geschichte und Ahnenforschung
- Anabaptist Mennonite Encyclopedia Online